# Bunsen (cráter)

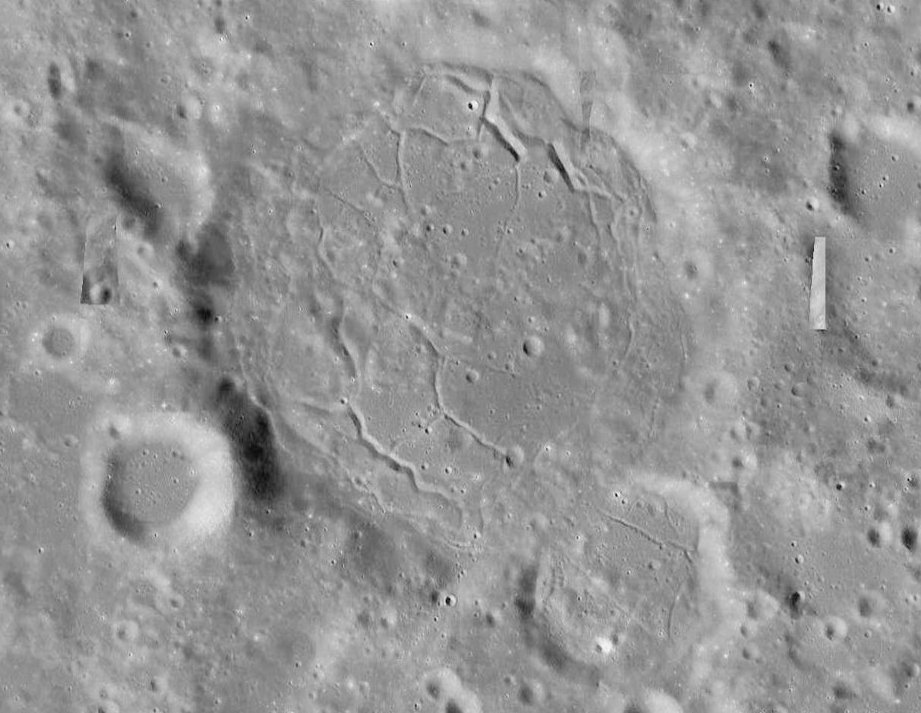
Fotografía de la misión Lunar Reconnaissance Orbiter

Bunsen es un cráter de impacto que se encuentra cerca de la extremidad noroeste de la Luna, situado al oeste del Oceanus Procellarum y del cráter von Braun. Al sureste aparece el cráter Lavoisier, y al noreste se halla Gerard. Al noroeste de Bunsen, en la cara oculta de la Luna, está situado McLaughlin. Debido a su posición, este cráter aparece en escorzo visto desde la Tierra, y su visibilidad se ve afectada por la libración.

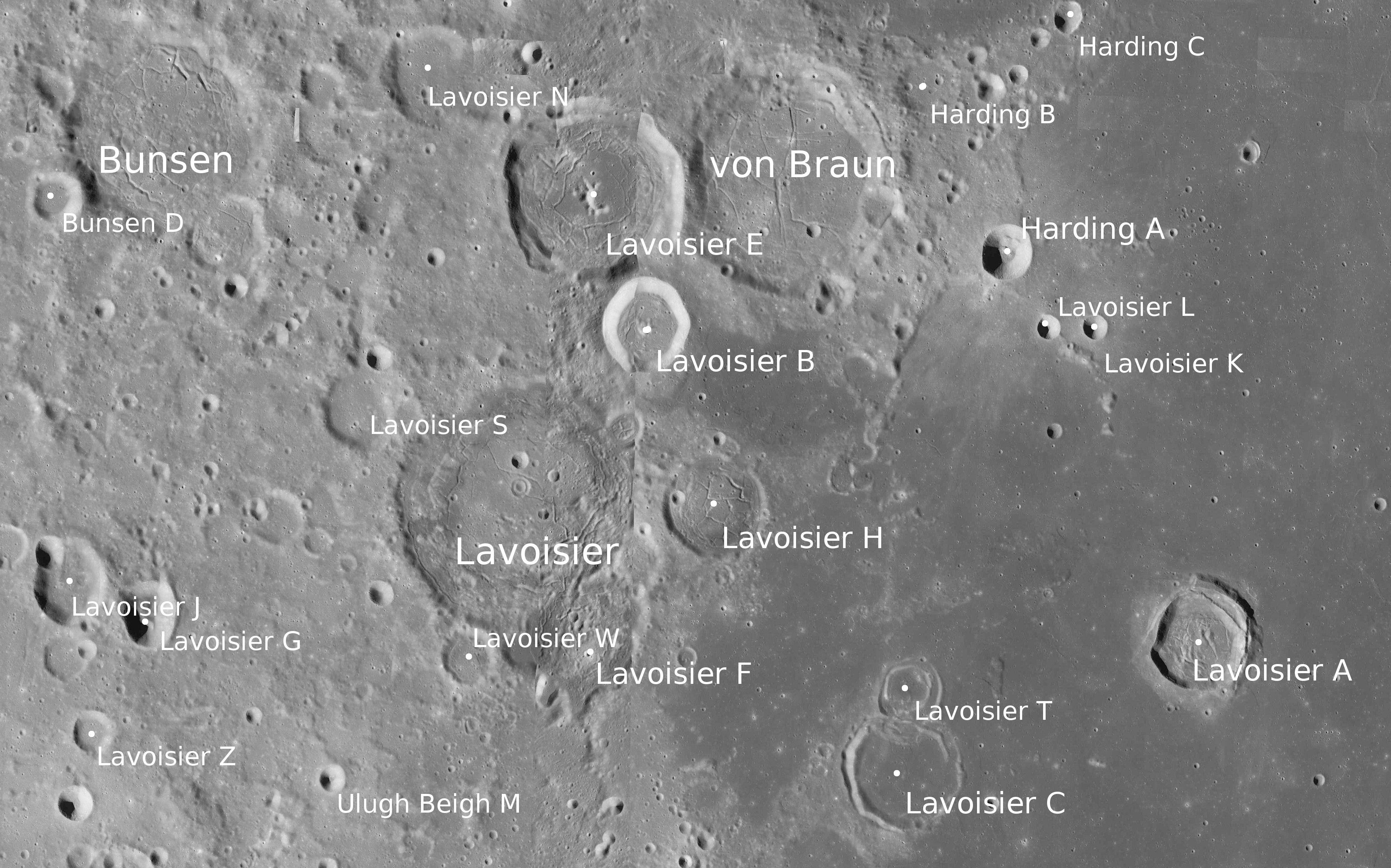
Fotografía de la misión Lunar Reconnaissance Orbiter. Bunsen, arriba a la izquierda.

Este cráter se ha desgastado y erosionado considerablemente por impactos posteriores, dejando una formación que ha sido descrita como prácticamente desintegrada. La parte más intacta del borde se ubica a lo largo del lado noreste. Hay una formación más pequeña, como un cráter que invade el borde del sudeste. Dentro del cráter, el suelo está marcado por pequeños impactos, y tiene un sistema de grietas, con hendiduras entrecruzadas cerca de los bordes norte y sur. Hay una loma cerca de la esquina suroeste del interior.

## Cráteres satélite
Por convención estos elementos son identificados en los mapas lunares poniendo la letra en el lado del punto medio del cráter que está más cerca de Bunsen.
|        | \| Bunsen \| Coordenadas \| Diámetro \| \| ------ \| ----------------------------- \| -------- \| \| A \| 43°12′N 88°54′O / 43.2, -88.9 \| 39 km \| \| B \| 44°12′N 88°12′O / 44.2, -88.2 \| 20 km \| \| C \| 44°12′N 90°00′O / 44.2, -90.0 \| 18 km \| \| D \| 40°54′N 86°54′O / 40.9, -86.9 \| 14 km \| |          |
| Bunsen | Coordenadas | Diámetro |
| A      | 43°12′N 88°54′O / 43.2, -88.9 | 39 km    |
| B      | 44°12′N 88°12′O / 44.2, -88.2 | 20 km    |
| C      | 44°12′N 90°00′O / 44.2, -90.0 | 18 km    |
| D      | 40°54′N 86°54′O / 40.9, -86.9 | 14 km    |